# جابي (لاعب كرة قدم)
جابي (20 مارس 1981 بفايس في البرتغال - ) هو لاعب كرة قدم برتغالي في مركز الوسط. لعب مع نادي أروكا ونيا سلاميس فاماغوستا ونادي بينفايل ونادي كوفيليا وAcadémico de Viseu F.C. ‏ وFiães S.C. ‏ ونادي فييرينسي ونادي سانتا كلارا.

## وصلات خارجية
- جابي على موقع قاعدة بيانات كرة القدم.إي يو (الإنجليزية)
- جابي على موقع Soccerway.com (الإنجليزية)